# Ruminiclostridium
Ruminiclostridium ist eine Gattung von Bakterien. Die einzelnen Arten sind anaerob, d. h. sie zeigen nur in sauerstofffreien Umgebungen Wachstum. Energie gewinnen sie durch die Fermentation (Gärung). Sie wurden innerhalb von Pansen, Eingeweide von Termiten und in Bioreaktoren gefunden. Die Arten sind in der Lage mit speziellen Enzymen, sogenannten Cellulosomen, den Vielfachzucker (Polymer) Cellulose abzubauen, eine langkettige Verbindung, die in pflanzlichen Zellen gebildet wird und dort der Verfestigung dient. Ruminiclostridium cellulolyticum (zuvor als Clostridium cellulolyticum bezeichnet) ist hierbei ein Modellorganismus.

## Merkmale
Vertreter von Ruminiclostridium sind streng anaerob. Sie können endständige Sporen bilden. Die meisten Arten sind begeißelt, Flagellen befinden sich am ganzen Zellkörper (peritriche Begeißelung). R. hungatei ist  subpolar gegeißelt, und R. josui ist unbeweglich. Die Zellen der Arten sind gerade oder leicht gebogene Stäbchen. Die Gram-Färbung fällt je nach Art unterschiedlich aus. So reagieren Tests von Ruminiclostridium hungatei gram-negativ, Ruminiclostridium cellulolyticum gram-positiv.

## Wachstum
Für das Wachstum können Cellulose und der Zweifachzucker Cellobiose genutzt werden. So wird Cellulose zu H2, CO2, Acetat und Ethanol fermentiert. Die Arten können auch viele Monosaccharide (Einfachzucker, wie Glucose, Galactose und Fructose) als Energiequellen zu nutzen, wie es für cellulose abbauenden Mikroorganismen typisch ist.
Ruminiclostridium cellobioparum subsp. termitidis ist auch in der Lage, die Zuckeralkohole Sorbit, Mannit und Glycerin als Energie- und Kohlenstoffquellen nutzen. R. hungatei und R. josui können Xylan und Esculin als Wachstumssubstrate nutzen.
Bei den meisten Arten findet optimales Wachstum bei mittleren (mesophilen) Temperaturen (28–45 °C) und einem neutralen pH-Wert statt.
Die 2021 beschriebene Art Ruminiclostridium herbifermentans zeigt bestes Wachstum bei 40 and 48 °C, man kann sie als moderat thermophil („hitzeliebend“) bezeichnen.

## Systematik
Die Typusart Ruminiclostridium cellobioparum wurde zuerst 1944 beschrieben und zu dem Zeitpunkt noch als Clostridium cellobioparum geführt.
Diese Art zählt zu der sogenannten Gruppe Clostridien-Cluster III. Eine Analyse der 16S rRNA-Gen-, der ribosomalen Protein- und der Gesamtgenomseqsuenzen ergab, dass die Mitglieder des Clostridien-Clusters III in vier neue Gattungen umklassifiziert werden sollten, für die die Namen Hungateiclostridium gen. nov., Thermoclostridium gen. nov., Ruminiclostridium gen. nov. und Pseudoclostridium gen. nov. gewählt wurden.
Es folgt eine Liste einiger Arten:
- Ruminiclostridium cellobioparum (Hungate 1944) Zhang et al. 2018
- Ruminiclostridium cellulolyticum (Petitdemange et al. 1984) Zhang et al. 2018
- Ruminiclostridium herbifermentans Rettenmaier et al. 2021
- Ruminiclostridium hungatei (Monserrate et al. 2001) Zhang et al. 2018
- Ruminiclostridium josui (Sukhumavasi et al. 1988) Zhang et al. 2018
- Ruminiclostridium sufflavum (Nishiyama et al. 2009) Zhang et al. 2018

## Ökologie
Mitglieder der Gattung Ruminiclostridium wurden aus Tieren (Wiederkäuern und Termiten), Kompost, einem Bioreaktor und verrottetem Pflanzenmaterial im Boden isoliert. Funde von Ruminiclostridium-ähnlichen 16S rRNA-Genen deutet darauf hin, dass Ruminiclostridium in Umgebungen, wo Fäulnis- und Zersetzungsprozesse stattfinden, wie Boden, Darm und Wasser weit verbreitet ist.